# فیصل‌آباد

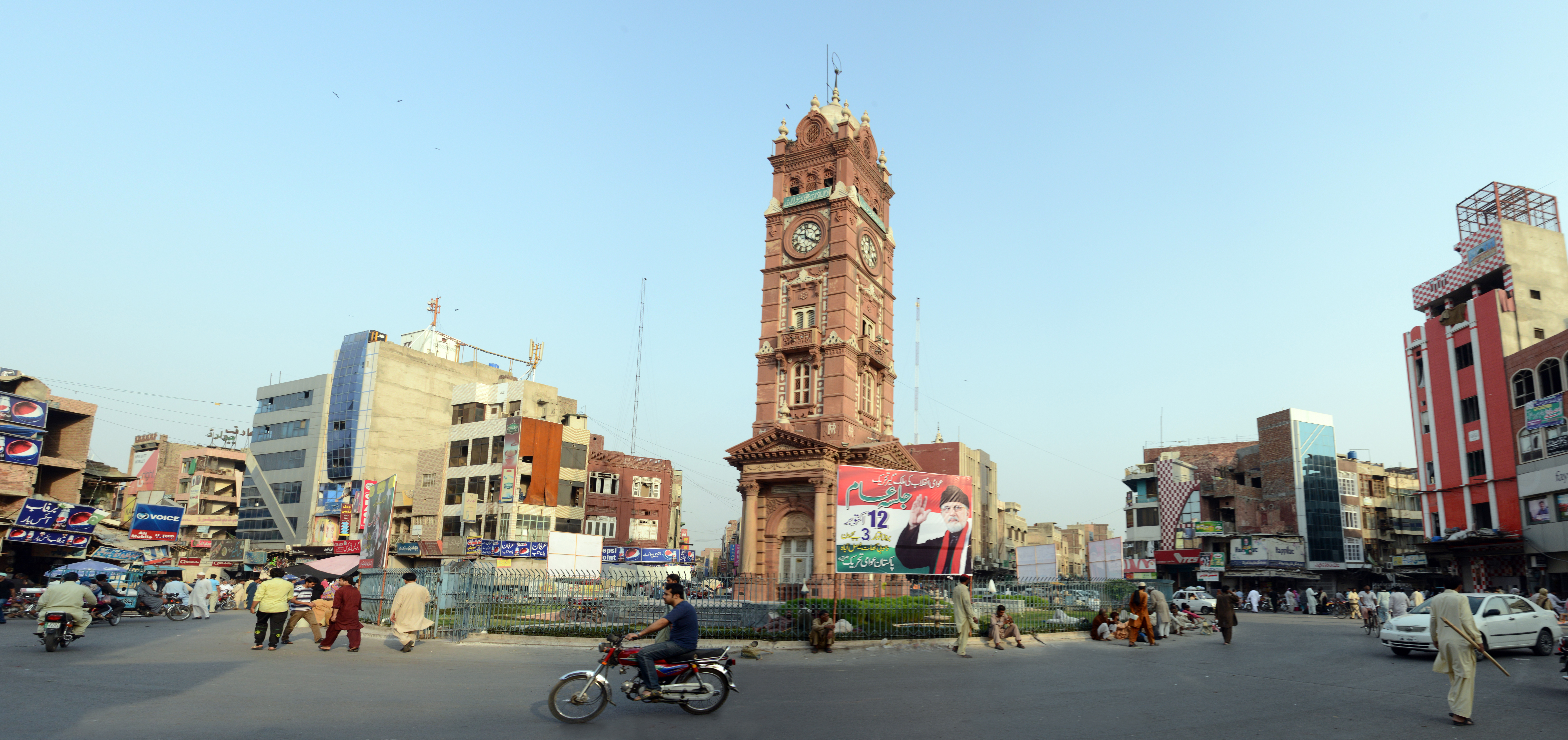
برج ساعت در فیصل‌آباد

فیصل‌آباد یکی از شهرهای استان پنجاب در کشور پاکستان است. این شهر در گذشته لیال‌پور نامیده می‌شد.
فیصل آباد با جمعیت حدود ۲٫۶ میلیون نفر (بر اساس سرشماری سال ۲۰۰۶) سومین شهر بزرگ پاکستان است. با احتساب حومه، منطقه کلان‌شهری فیصل‌آباد در سال ۲۰۱۷ دارای ۷٬۸۷۳٬۹۱۰ نفر جمعیت بود.  این شهر به‌عنوان یک مرکز مهم صنعتی در باختر لاهور در استان پنجاب به‌شمار می‌آید.

## پیشینه
این شهر توسط فرماندار انگلیسی پنجاب بنیاد شد. نام این فرماندار، سر چارلز جیمز لیال بود شهر را نیز به نام خود لیال‌پور نام گذاشت. در محل لیال‌پور، پیش از این‌که انگلیسی‌ها آن را به یک منطقه شهری تبدیل کنند، چندین دهکده داشت. ساخت چندین کانال آبیاری کشاورزی را در این محل ممکن ساخت. پس از تأسیس شهر، به مردم قول دریافت زمین در صورت مهاجرت به لیال‌پور داده شد و این باعث شد که شهر به سرعت رشد کند. 
شهر لیالپور در سال ۱۸۸۰ تأسیس شد؛ شهری که هم‌اکنون به دلیل تکاپوی صنعتی‌اش به عنوان «منچستر پاکستان» خوانده می‌شود. این در حالی است که ۱۰۰ سال پیش از این، بیشتر محدوده آن خالی از سکنه بود. در این محل گاه هفته‌ها باران نمی‌بارید و در صورت بارش، آب به سرعت در زمین ناپدید می‌شد. 
مرکز لیالپور توسط کاپیتان پوهام یانگ طراحی شد که با ساخت ۸ جاده که بصورت شعاعی از یک میدان مرکزی امتداد پیدا کرده بودند، تقلیدی بود از پرچم بریتانیا. در میدان مرکزی شهر یک برج ناقوس بزرگ قرار داشت و هشت جاده به هشت بازار مختلف ختم می‌شدند.
در سال ۱۸۹۵ با احداث خط راه‌آهن بین وزیرآباد و لیالپور این شهر بیشتر رشد کرد. در سال ۱۹۰۲، ۴۰۰۰ نفر در این شهر زندگی می‌کردند. در سال ۱۹۷۷ این شهر به نام ملک فیصل عربستان، به فیصل‌آباد تغییر نام داد. در سال ۱۹۸۵ این شهر به بخش‌های فیصل‌آباد، جهانگ و توبا تک سینگ تقسیم شد.